# Кюньи
Кюньи́ (фр. Cugny) — коммуна во Франции, находится в регионе Пикардия. Департамент коммуны — Эна. Входит в состав кантона Рибмон. Округ коммуны — Сен-Кантен.
Код INSEE коммуны — 02246.

## Население
Население коммуны на 2010 год составляло 576 человек.
| 1962 | 1968 | 1975 | 1982 | 1990 | 1999 | 2010 |
| ---- | ---- | ---- | ---- | ---- | ---- | ---- |
| 469  | 434  | 387  | 407  | 501  | 503  | 576  |

## Экономика
В 2010 году среди 403 человек трудоспособного возраста (15—64 лет) 301 были экономически активными, 102 — неактивными (показатель активности — 74,7 %, в 1999 году было 69,7 %). Из 301 активных жителей работали 267 человек (162 мужчины и 105 женщин), безработных было 34 (13 мужчин и 21 женщина). Среди 102 неактивных 27 человек были учениками или студентами, 30 — пенсионерами, 45 были неактивными по другим причинам.